# Guyyoo Gobbaa
Guyyoo Gobbaa (* 1973 in Südäthiopien) war der 70. König der Borana in Äthiopien. Er wurde den Traditionen der Oromo folgend 2009 für eine achtjährige Amtszeit gewählt und 2017 von Kura Jarso abgelöst.

## Leben
Guyyoo Gobbaa ist Viehzüchter und entstammt einer abgelegenen Region im Süden seines Landes. 2009 wurde er zum König von etwa einer Million Menschen der überwiegend nomadisch lebenden Borana.

## Politik
Als Probleme seines Volkes bezeichnete er gegenüber einem Vertreter der BBC die Konflikte mit den benachbarten Somali um knappes Wasser und Land. Ihm zufolge versuchten Somali, Land von den Borana zu rauben. Er möchte dies verhindern ("Of course if someone tries to snatch my things, I have to stop him"). Er möchte die nomadische Lebensweise seines Volkes erhalten und erhofft mehr Unterstützung von der äthiopischen Regierung.